# Eperrais
Eperrais era una comuna francesa situada en el departamento de Orne, de la región de Normandía, que el uno de enero de 2017 pasó a ser una comuna delegada de la comuna nueva de Belforêt-en-Perche al unirse con las comunas de La Perrière, Le Gué-de-la-Chaîne, Origny-le-Butin, Saint-Ouen-de-la-Cour y Sérigny.

## Demografía
| Gráfica de evolución demográfica de Eperrais entre 1800 y 2014 |
|                                                                |

Los datos demográficos contemplados en este gráfico de la comuna de Eperrais se han cogido de 1800 a 1999 de la página francesa EHESS/Cassini, y los demás datos de la página del INSEE.